# Kiasmos
Kiasmos è un duo musicale islandese di musica elettronica minimale, composto da Ólafur Arnalds e Janus Rasmussen.

## Storia
Il duo nasce nel 2009 a Reykjavík come progetto parallelo del compositore Ólafur Arnalds e di Janus Rasmussen, già membro del progetto Bloodgroup. L'esordio del duo, affiancato dal produttore britannico Rival Consoles è un singolo split intitolato 65/Milo. Seguono nel 2012 brani come Thrown e Looped, con cui il duo comincia a farsi conoscere oltre i territori islandesi.
Nel 2014 arriva il primo album, l'omonimo Kiasmos, uscito per l'etichetta discografica Erased Tapes Records. L'anno seguente il duo pubblica il nuovo EP Looped, sempre per la medesima etichetta, subito seguito dall'EP Swept, e nel 2017 dall'EP Blurred, dove compaiono due remix dei produttori Bonobo e Stimming. A seguito di questo lavoro il duo annuncia la fine di un ciclo delineato da questi ultimi tre dischi.

## Stile
Il duo esegue una elettronica raffinata con atmosfere ambient che ha permesso loro di calcare i maggiori festival di musica elettronica europei e internazionali.

## Formazione
- Ólafur Arnalds
- Janus Rasmussen

## Discografia

### Album in studio
- 2014 - Kiasmos
- 2024 - II

### EP
- 2015 - Looped
- 2015 - Swept
- 2017 - Blurred

### Singoli
- 2012 - 65/Milo (split con Rival Consoles)
- 2012 - Thrown
- 2015 - Swept
- 2015 - Blurred
- 2017 - Paused (Stimming Remix)